# Fiat Punto S1600
Fiat Punto Super 1600 – samochód rajdowy klasy S1600, który produkowany był przez firmę Procar we włoskim miasteczku Pistoia pod Florencją. Samochód bazuje na Fiacie Punto drugiej generacji wersji HGT o pojemności 1,8 16v. Jego cena wynosiła 100 000 euro w wersji podstawowej, a 160 000 euro w wersji przygotowanej do startów. W wyposażeniu seryjnym auto zawierało: fotele kubełkowe firmy Sparco, pasy pięciopunktowe Sabelt, klatkę bezpieczeństwa, komputer pilota, system gaśniczy, centralny wyłącznik pradu..

## Dane techniczne[1]
Silnik:
- Typ: R4, czterocylindrowy 16 zaworowy, rzędowy umiejscowiony poprzecznie z wielopunktowym wtryskiem paliwa firmy Magneti Marelli (MF4M), chłodzony cieczą
- Pojemność: 1579 cm3
- Średnica cylindra i skok tłoka: 82,5 / 74,7 mm
- Stosunek sprężania: 12,5:1
- Moc maksymalna: 215 KM przy 9000 obr./min
- Maksymalny moment obrotowy: 196 N•m przy 6500 obr./min

Przeniesienie napędu:
- Napęd stały na przednią oś
- Skrzynia biegów: 6-biegowa manualna sekwencyjna, samoblokujący się mechanizm różnicowy
- Sprzęgło: jednotarczowe, metalowo-ceramiczne o średnicy 200 mm

Zawieszenie
- Zawieszenie przód: niezależne z kolumnami MacPhersona, amortyzatory hydropneumatyczne
- Zawieszenie tył: belka skrętna, amortyzatory, sprężyny śrubowe
- Rozstaw osi: 2460 mm

Hamulce:
- Hamulce przód: wentylowane tarcze śr. 355 mm (asfalt), wentylowane tarcze śr. 330 mm (szuter)
- Hamulce tył: tarcze o średnicy 240 mm (asfalt i szuter)
- Hamulec ręczny: hydrauliczny

Pozostałe:
- Koła: na asfalt 7x17 cali z ogumieniem 17-63/17, na szuter 6x16 cali z ogumieniem 16-65/16
- Przyśpieszenie: 6,3 sekundy 0-100 km/h
- Prędkość maksymalna: 177 km/h
- Długość: 3800 mm
- Szerokość: 17832 mm
- Wysokość: 1440 mm
- Zużycie paliwa: 40 l/100 km (OS), 20 l/100 km (trasy dojazdowe)
- Masa własna: 980 kg
- Układ kierowniczy: ze wspomaganiem